# Natasha Braier
Nathasha Braier (Buenos Aires, 11 de dezembro de 1974) é uma diretora de fotografia argentina.